# Festool

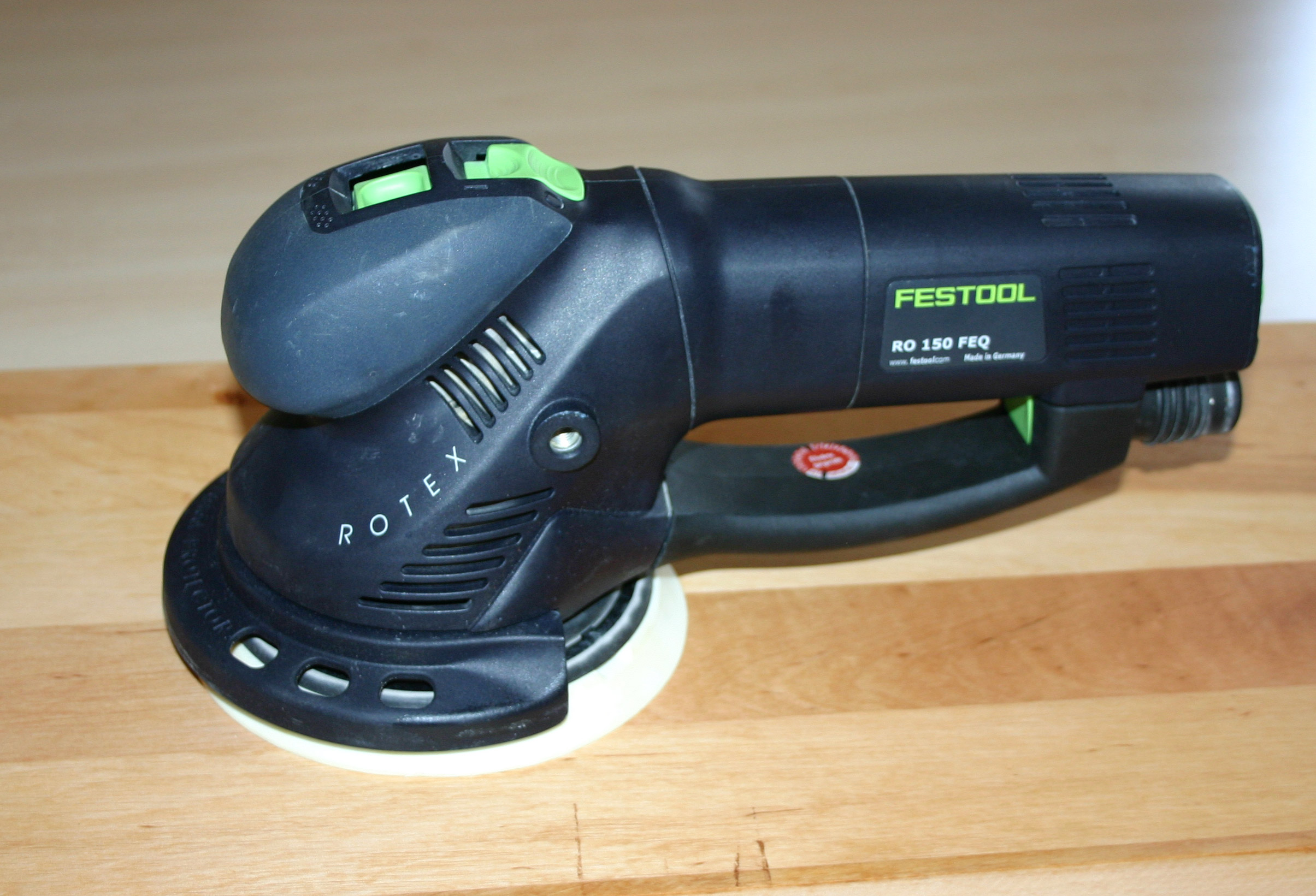
Excentrická bruska Festool

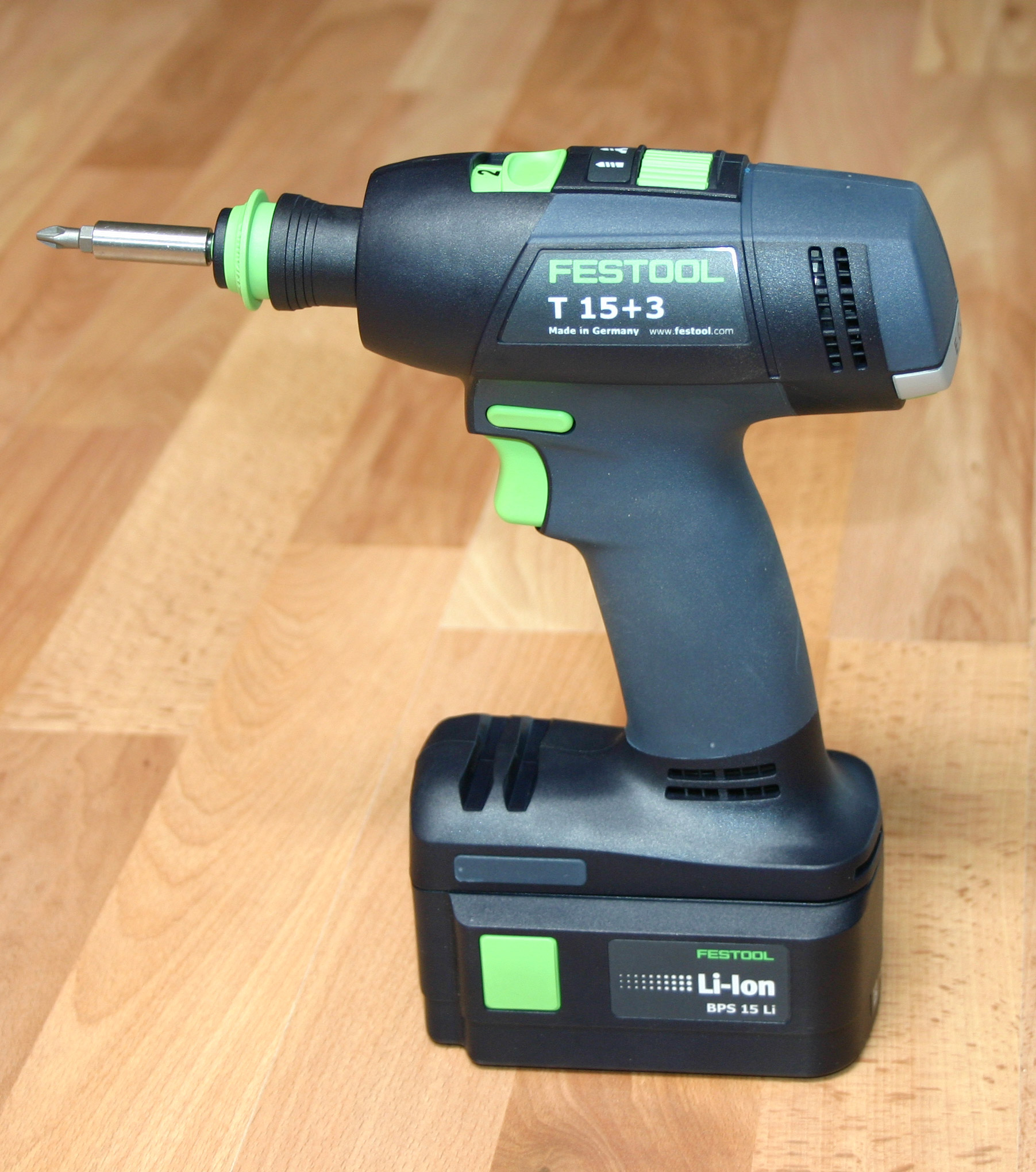
Akušroubovák

Festool GmbH je německý výrobce elektro a pneumatického nářadí. Společnost sídlící ve Wendlingenu založili v roce 1925 Gottlieb Stoll a Albert Fezer pod názvem Fezer & Stoll. Festool GmbH stále vlastní rodina zakladatele Gottlieba Stolla.
Festool vyrábí kompletní sortiment elektro a pneumatické nářadí pro opracování dřeva a další řemesla: od akušroubováků, přímočarých, kotoučových a pokosových pil po hoblíky, frézky, brusky a leštičky po speciální a průmyslové vysavače.
Společnost vyváží 76 % procent produkce mimo Německo, do 68 zemí světa, dceřiné společnosti měla v roce 2010 v 25 zemích. Koncem roku 2017 vznikla také první asijská dceřiná společnost – v Jižní Koreji. Výroba strojů Festool probíhá především v Neidlingenu a Illertissenu v Německu a České Lípě v České republice. V červenci 2017 otevřela firma první severoamerickou továrnu v Lebanonu v Indianě, kde jsou vyráběny především vodící lišty pro pily a systémové příslušenství.
Společně s firmami Tanos (vyrábějící pro skladování a transport nářadí modulární systémové kontejnery Systainer), Narex a dalšími je součástí koncernu TTS Tooltechnic Systems AG & Co. KG. V roce 2017 zaměstnávala firma více než 2700 lidí, celkový obrat v roce 2016 činil 580 milionů Euro.

## Historie
Původní firmu Festo založil Albert Fezer a Gottlieb Stoll v roce 1925 v Esslingenu. Specializovala se na výrobu dřevoobráběcích strojů. Na trh uvedla několik „revolučních“ strojů: v roce 1927 první přenosnou řetězovou pilu, v roce 1930 mobilní okružní pily a v roce 1932 řetězovou dlabačku. Tyto stroje umožňovaly řemeslníkům pracovat se stroji a opracovávat dřevo přímo na stavbě, což předtím nebylo možné. Gottlieb Stoll převzal v roce 1933 celou firmu od Alberta Fezera a firma v podnikání pokračovala pod názvem „Festo Maschinenfabrik Gottlieb Stoll“.
V roce 1951 vyvinulo Festo první vibrační brusku, která zjednodušila opracování povrchů. V 50. letech 20. století vznikla v Neidlingenu nová továrna. V roce 1966 byla na trh uvedena první vibrační bruska s přípojkou na odsávání prachu, které redukovalo zdravotní rizika při broušení materiálů na bázi epoxidové pryskyřice.
V roce 1971 Gottlieb Stoll zemřel a vedení firmy převzali jeho synové Kurt a Wilfried. Bratři se rozhodli opustit produkci stacionárních strojů a zaměřili se výhradně na vývoj a výrobu elektrického a pneumatického nářadí. Společnost také v 70. letech 20. století expandovala do zemí západní Evropy i světa. Pokračoval vývoj odsávacích zařízení a systémů, čímž výrobky firmy zvýšily standard bezpečnosti a ochrany zdraví při práci.
Divize nástrojů společnosti Festo byla v roce 1992 převedena do firmy Festo Tooltechnic GmbH & Co. Ze skupiny byla 1. ledna 2000 vyčleněna a převzala ji společnost Festool GmbH, součást holdingu TTS Tooltechnic Systems. Vedení společnosti Festool GmbH a nové společnosti TTS Tooltechnic Systems se přestěhovalo z Esslingenu do Wendlingenu, do prostor společnosti Giddings & Lewis, která zanikla v roce 1998. V závodě v Neidlingenu vyrábí stroje Festool přibližně 300 zaměstnanců.
Továrna společnosti stojící od roku 1952 v Neidlingenu získala třikrát titul „továrna roku“ („Fabrik des Jahres“, 2002, 2005 a 2008) a „nejlepší továrna“ („Beste Fabrik“, 2011).